# JR福知山線廃線敷
JR福知山線廃線敷（じぇいあーるふくちやませんはいせんじき）は、兵庫県西宮市と宝塚市にあるハイキングコースである。主には日本国有鉄道時代の福知山線の生瀬駅と武田尾駅間の廃線跡が利用されている。

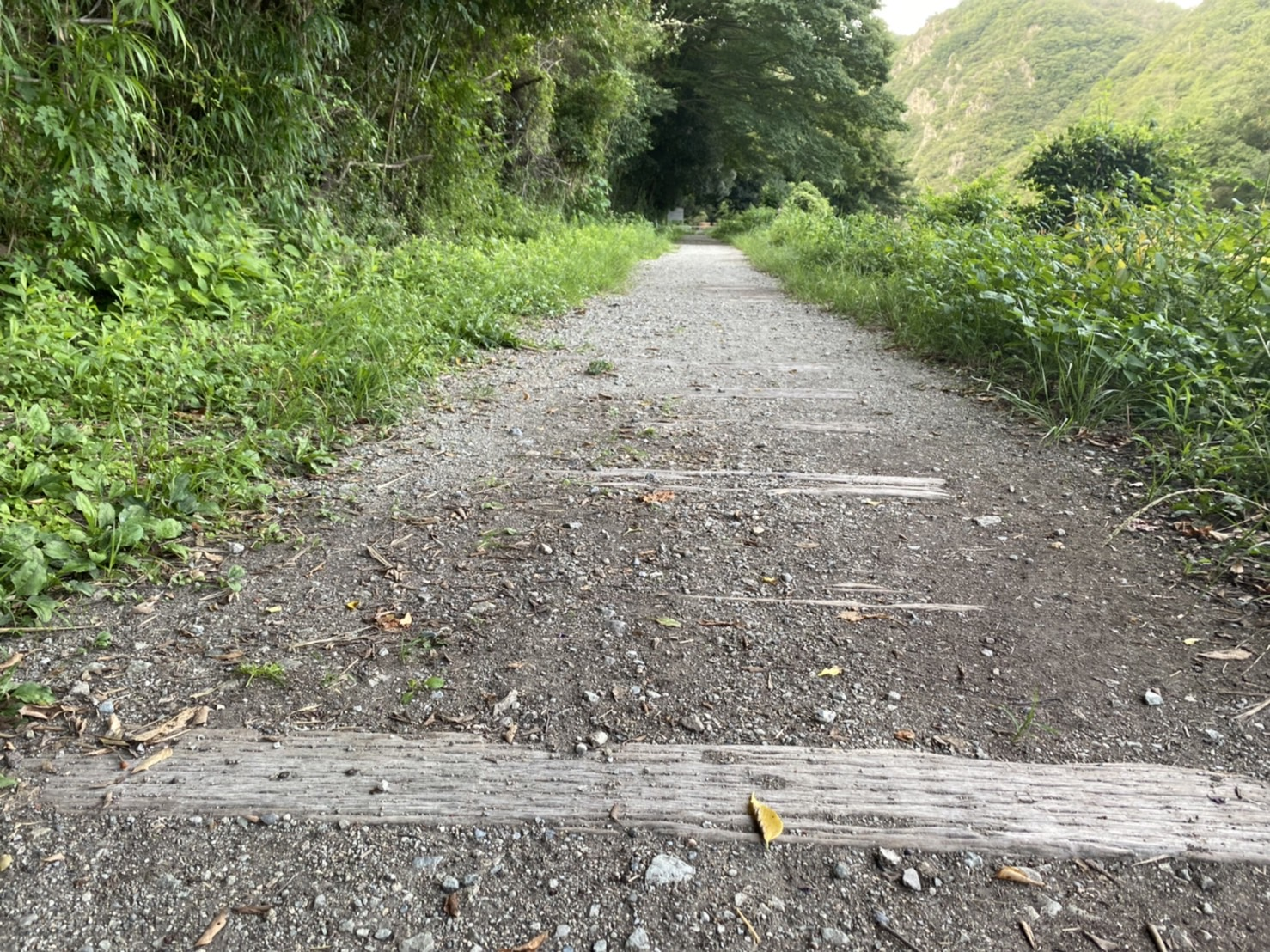
廃線跡に残存する枕木。

## 概要

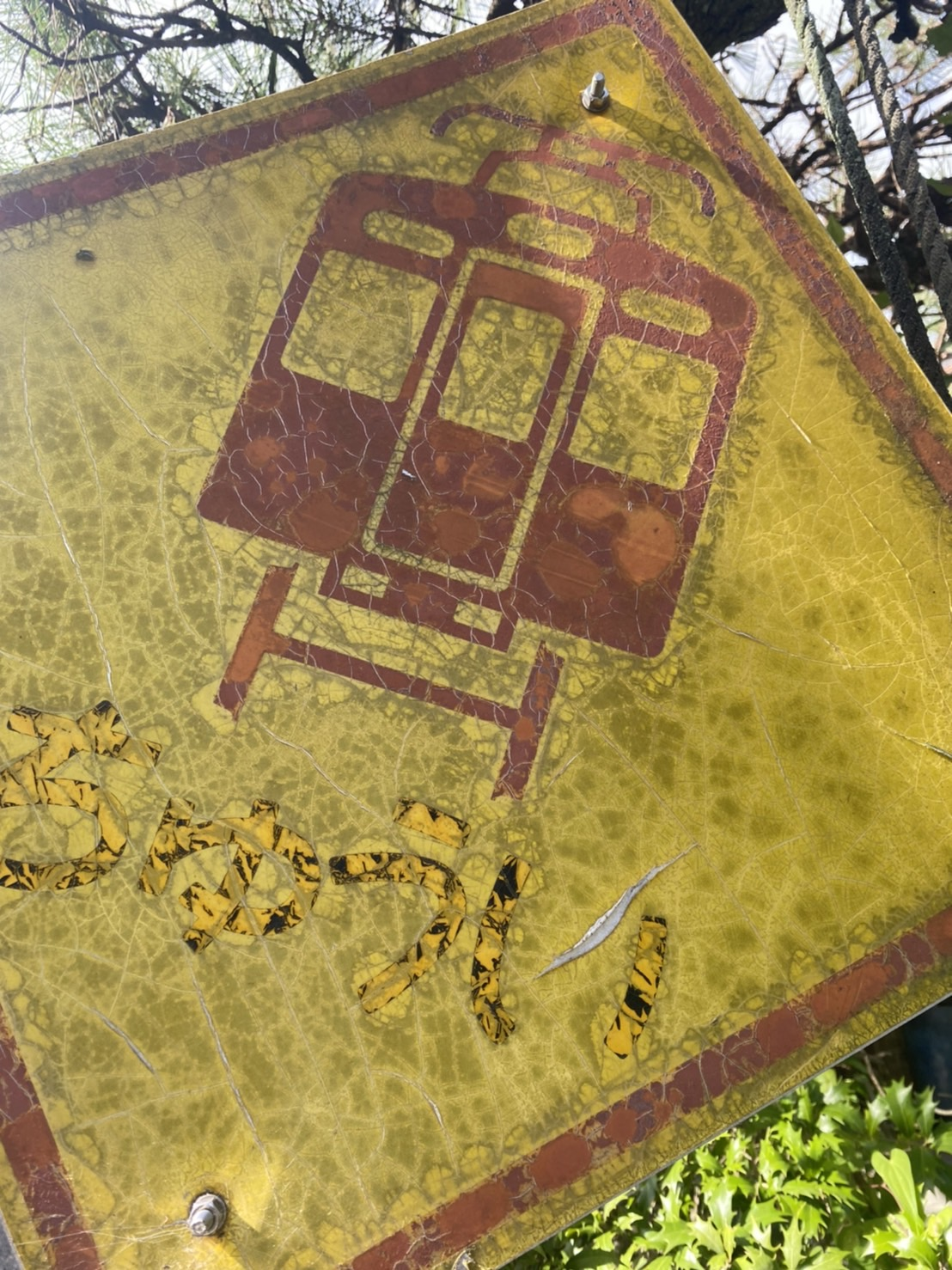
廃線跡近辺にある看板

1986年8月1日に福知山線の生瀬駅 - 武田尾駅間が新線に切り替えられたことにより廃止された旧線区間の線路跡であり、武庫川沿いに約8kmにわたって延びている。国鉄を承継した西日本旅客鉄道（JR西日本）によって、長期間にわたって立入禁止となっていたが、無断侵入が絶えず、2016年に自己責任を原則として解放され、現在はハイキングコースとなっている。
このハイキングコースは、生瀬駅 - 武田尾駅間の約4.7 kmで徒歩約2時間。生瀬駅または西宮名塩駅、武田尾駅よりハイキングコースまでの途中にトイレが有る。

## 備考

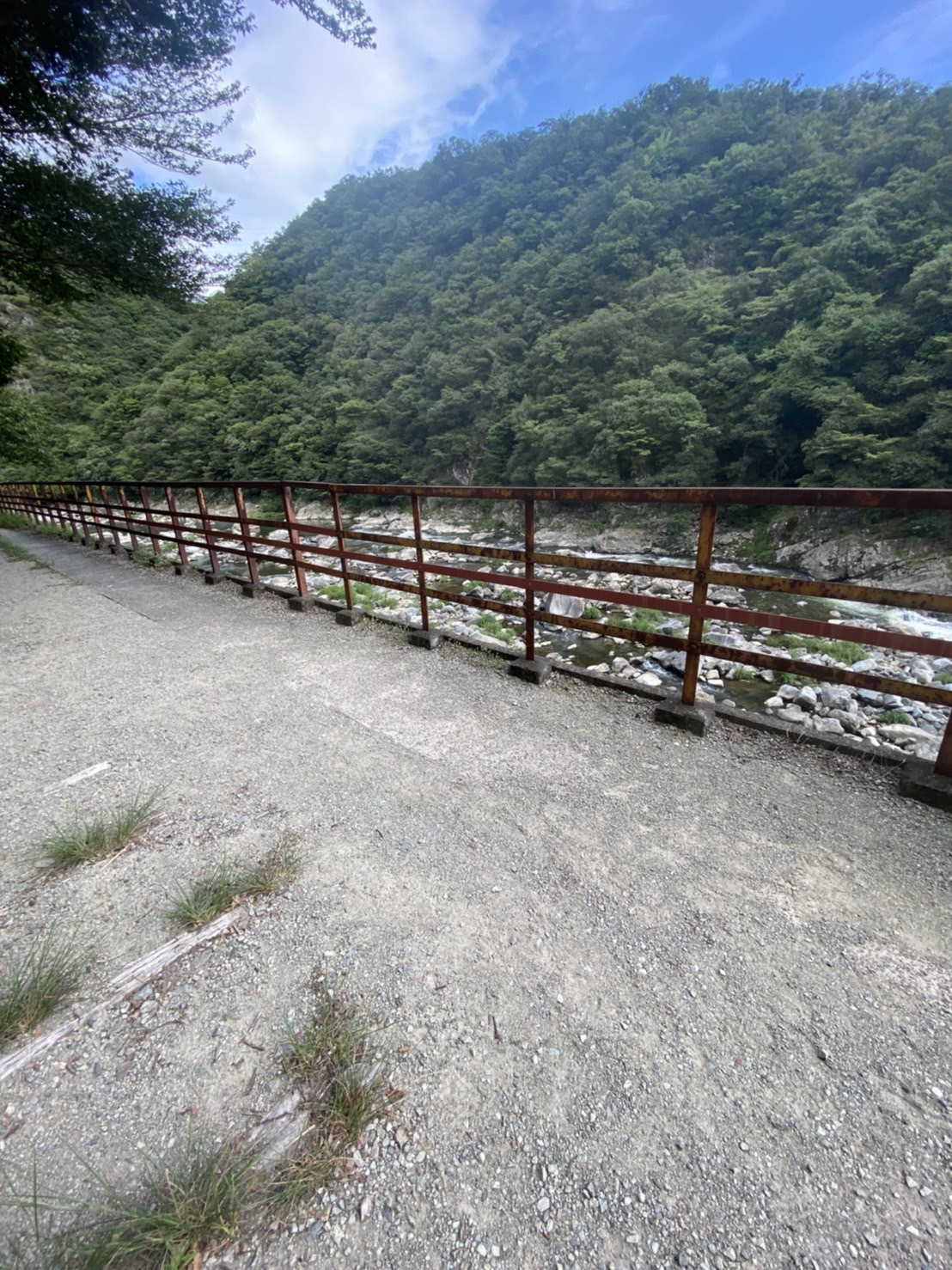
廃線跡から武庫川を望む。

ハイキングコースには途中に自動販売機やトイレは設置されていない。また、トンネル内には照明は設置されていない。さらに山奥にあるため、携帯電話の電波も通じにくい。

## 最寄り駅
- 生瀬駅・西宮名塩駅から徒歩15分
- 武田尾駅から徒歩8分| [icon] | この節の加筆が望まれています。 （2022年9月） |